# Sismo da Guatemala de 1717
O terremoto de 1717 na Guatemala atingiu o país em 29 de setembro, com magnitude de momento estimada de 7,4 e aproximadamente IX (violento) na escala de Mercalli. O terremoto destruiu essencialmente grande parte da arquitetura de Antigua Guatemala, que era a capital colonial da América Central na época. Mais de 3.000 edifícios foram arruinados, incluindo muitos templos e igrejas. Tal foi o efeito do desastre que as autoridades consideraram mover a sede para um assentamento que era menos propenso a desastres naturais.

## Erupção e terremotos
Naquela época, o poder da Igreja Católica sobre os cidadãos do Império Espanhol era absoluto e, portanto, qualquer desastre natural era considerado como castigo divino. Na cidade, as pessoas também acreditavam que a proximidade do Volcán de Fuego era a causa de terremotos; O grande arquiteto Diego de Porres chegou a afirmar que todos os terremotos foram causados por explosões de vulcão.
Em 27 de agosto houve uma forte erupção do Volcán de Fuego, que durou até 30 de agosto; Os moradores da cidade pediram ajuda para o Santo Cristo da Catedral e para a Virgen del Socorro que eram jurados patronos do Vulcão de Fuego. No dia 29 de agosto, uma procissão da Virgen del Rosario foi às ruas depois de um século sem sair de seu templo, e houve muitas procissões mais santas até o dia 29 de setembro, dia de San Miguel. Os terremotos de início de tarde foram menores, mas às 7:00 pm houve um forte terremoto que forçou os moradores a deixar suas casas; Tremores e rumores acompanharam até quatro horas. Os vizinhos tomaram as ruas e confessaram em voz alta seus pecados, se preparando para o pior.
O terremoto de San Miguel danificou a cidade consideravelmente, ao ponto que alguns quartos e paredes do Palácio Real foram destruídos. Houve também um abandono parcial da cidade, escassez de alimentos, falta de mão-de-obra e danos extensos à infra-estrutura da cidade; Para não mencionar numerosos mortos e feridos. Esses terremotos fizeram com que as autoridades considerassem a mudança para uma nova cidade menos propensa à atividade sísmica. Moradores da cidade fortemente se opõem ao movimento, e até mesmo levou para o Palácio Real em protesto; No final, a cidade não se moveu, mas o número de elementos no Batalhão de Exército para salvaguardar a ordem foi considerável.  Os danos ao palácio foram reparados por Diego de Porres, que terminou os reparos em 1720; Embora haja indícios de que havia mais trabalhos feitos por Porres até 1736.
Em 1773, o terremoto de Santa Marta destruiu grande parte da cidade, o que levou à terceira mudança de local para a cidade.
A Coroa espanhola ordenou, em 1776, a remoção da capital para um local mais seguro, o Vale do Santuário, onde se encontra a Guatemala City, onde está agora a capital moderna da Guatemala. Esta nova cidade não manteve seu antigo nome e foi batizada de Nueva Guatemala de la Asunción (Nova Guatemala da Assunção), e sua padroeira é Nossa Senhora da Assunção. À cidade maltratada de Santiago de los Caballeros foi ordenado o abandono, embora nem todos saíram, e foi posteriormente referida como a Antigua Guatemala (a antiga Guatemala).